# Mimetus tikaderi
Mimetus tikaderi är en spindelart som beskrevs av Gajbe 1992. Mimetus tikaderi ingår i släktet Mimetus och familjen kaparspindlar. Inga underarter finns listade i Catalogue of Life.